# Plumstead Township
Plumstead Township liegt in Bucks County im Bundesstaat Pennsylvania. Das U.S. Census Bureau hat bei der Volkszählung 2020 eine Einwohnerzahl von 14.021 ermittelt.

## Geographie
Plumstead Township ist 70,5 km² groß, davon sind 70,3 km² Land und 0,1 km² ist Wasser. Der Delaware River trennt das Township vom Bundesstaat New Jersey im Osten. Der Ralph Stover State Park befindet sind in Plumstead Township.
Einige Dörfer im Township sind Carversville (teilweise in Solebury Township) Curley Hill, Danboro, Dyerstown, Fountainville, Gardenville, Groveland, Hinkletown, Kendigtown, Keplers Corner, Landisville, Lower Black Eddy, Lumberville, Melchers Corner, Plumsteadville, Point Pleasant (Pennsylvania) (teilweise in Tinicum Township), Smiths Corner, Smithtown und Wismer.
Plumstead Township grenzt an die folgenden Townships:
- Solebury Township (Osten)
- Buckingham Township (Südosten)
- Doylestown (Township) (Süden)
- New Britain Township (Südwesten)
- Hilltown Township (Südwesten)
- Bedminster Township (Nordwesten)
- Tinicum Township (Norden)
- New Jersey (Nordosten)

## Geschichte
Amerikanische Ureinwohner vom Stamm der Lenni Lenape siedelten in diesem Gebiet ursprünglich. Plumstead Township wurde um 1700 mit der Ankunft der ersten englischen Quäker gegründet, welche William Penns Aufruf folgten. Das erste Plumstead Quäker Versammlungshaus wurde 1727 gebaut. Kurz nach der Ankunft der Quäker kamen deutsche Mennoniten nach Plumstead Township und bauten im Dorf Groveland eine erste Kirche (um 1806). Im Anschluss wanderten viele Schotten und Iren ein, dennoch haben die meisten Einwohner heute noch deutsche Vorfahren.
Es ist nicht ganz geklärt, woher der Name Plumstead kommt. Eine Theorie besagt, dass er von Francis Plumstead, einem englischen Kaufmann, abgeleitet wurde. Eine zweite Theorie sagt, dass einer von den ersten vier englischen Gemeindemitgliedern Plumstead hieß.
Um 1725 sendeten die ersten Bewohner eine Petition zum Bucks County Gerichtshaus, um Plumstead als eigenes Township anzuerkennen. Die ersten Dörfer hatten sich in der Region bereits mit Hotels, Mühlen, Schmieden, Einkaufsläden und Gehöften entwickelt. Das Plumstead Township lag günstig, mit Point Pleasant (Pennsylvania) hatte es Zugang zum Delaware River und es lag verkehrsgünstig zwischen Philadelphia und Easton (heute Route 611).
Während des amerikanischen Unabhängigkeitskrieges waren viele Bewohner – hauptsächlich in Bucks County – für den Verbleib bei England und gegen die Unabhängigkeit. Zu jener Zeit war die Doan Bande – eine Outlaw Bande – sehr bekannt aus Plumstead Township. Der Quäker Moses Doan gründete mit seinen Brüdern die Bande und sie arbeiten als Spione gegen George Washington, stahlen Pferde und überfielen Steuereintreiber. 1783 wurde Moses Doan erschossen. Moses Bruder Joseph jr. konnte aus dem Gefängnis ausbrechen und verschwand nach Kanada. Moses anderer Bruder Aaron Doan konnte, kurz bevor er am 17. Mai 1787 erhängt werden sollte, Amerika verlassen. Sein Bruder Levi und Cousin Abraham wurden 1788 in Philadelphia wegen Unterstützung der britischen Krone gehängt.

## Historische Gegenden
Im Plumstead Township gibt es neun historische Dörfer, drei sind in das National Register of Historic Places aufgenommen worden:
- Dyerstown,
- Gardenville (Pennsylvania)
- Point Pleasant (Pennsylvania)

## Demographie
Im Jahr 2000 lebten 11.409 Personen im Plumstead Township. Die Bevölkerungsdichte lag bei 162,2/km². Das Durchschnittsalter beträgt 34 Jahre. Das durchschnittliche Einkommen pro Jahr und Haushalt beträgt 70.332 $ und das Durchschnittseinkommen pro Familie beträgt 80.946 $. Männer verdienen im Durchschnitt 56.263 $ und Frauen 33.633 $ pro Jahr.
Im Township leben:
- 94,1 % Weiße
- 0,7 % African American
- 1,7 % Asiaten
- 0,1 % Native American
- 4,7 % Latino

Altersstruktur:
- 30,9 % unter 18 Jahre
- 4,9 % zwischen 18 und 24 Jahre
- 36,9 % zwischen 25 und 44 Jahre
- 20,8 % zwischen 45 und 64 Jahre
- 6,5 % älter als 65 Jahre

## Bekannte Personen
- Doan Bande